# Супер-мини-компьютер
Суперминикомпьютер, или сокращённо супермини, — мини-компьютер с гораздо более высокой производительностью по сравнению с обычными миникомпьютерами. Термин был придуман в середине 1970-х годов в основном для отличия появившихся 32-битных мини-компьютеров от предшествовавших им на тот момент 16 битных мини-компьютеров.
К середине 1990-х годов в связи с широким распространением персональных компьютеров и ростом их производительности, данный термин практически вышел из употребления, как и термин «мини-компьютер» в целом, но всё ещё представляет интерес для тех, кто учит и исследует историю компьютерной техники.

## Значимые супер-мини-компьютеры
- Norsk Data Nord-5, первый супермини, 1972 год
- Norsk Data Nord-50, 1975 год
- Interdata 7/32 and 8/32, позднее куплен компанией PerkinElmer
- Systems Engineering Laboratories 32/55, 1976 год
- DEC VAX-11/780, февраль 1978 года
- Data General Eclipse MV/8000, 1980 год
- MAI Basic Four MAI 8000[6] (1983 год) и MPx[7]
- Gould Electronics Powernode 9080
- Gould Electronics NP-1
- Norsk Data ND-500, 1981 год
- Norsk Data ND-570/CX, быстрейший супермини, 1983 год, по тесту 7.1 Whetstone MIPS
- Prime Computer 750